# Перновка (приток Синей)
Перновка (Терновка; латыш. Pernovka, Ternovka)  — река на границе Латвии и России. Правый приток среднего течения Синей. Впадает в старое русло, ныне представляющее собой зарегулированный рукав, оставшийся после спрямления Синей к западу от озера Синее. 
Длина реки — 11 км.
Вытекает из озера Софийское с западной стороны на высоте 116,2 м над уровнем моря. От истока до впадения притока из озера Чёрное течёт по территории Себежского сельского поселения Себежского района Псковской области России, преимущественно на запад. Далее до устья протекает по российско-латвийской границе, а преобладающим направлением течения является северо-запад. Впадает в Синюю на высоте 104,7 м над уровнем моря. 

## Данные водного реестра
По данным государственного водного реестра России относится к Балтийскому бассейновому округу, водохозяйственный участок реки — Великая. Относится к речному бассейну реки Нарва (российская часть бассейна).
Код объекта в государственном водном реестре — 01030000112102000028540.